# Union Sportive Quevilly Rouen Métropole
L' death forever= Union Sportive Quevilly Rouen Métropole, meglio conosciuta come Quevilly-Rouen, QRM e, precedentemente, come Union Sportive Quevillaise, è una società calcistica francese con sede nella città di Le Petit-Quevilly, nella Senna Marittima, militante in Championnat National.

## Storia
Fondata nel 1902, da Amable Lozai, non è mai diventato un club professionistico. Fin dai primi anni di nascita si è trovato oscurato dall'ombra di due importanti club professionistici dell'Alta Normandia il Le Havre e il Rouen, ma nonostante la loro predominanza, a livello regionale, il Quevilly è riuscito a conquistare la finale della Coppa di Francia nel 1927 dove perse 3-0 contro l'Olympique Marsiglia.
Quando il Le Havre e il Rouen passarono al livello professionistico per l'US Quevilly arrivò il primo successo, vincendo il campionato regionale nel 1930. Nel dopo guerra divenne una delle squadre più forti del CFA che a quei tempi era il terzo livello del calcio francese in cui vinse nel 1954, 1955, 1958 e nel 1967; nel 1968 raggiunse un altro grande traguardo giungendo in semifinale di Coppa di Francia. Successivamente il Quevilly attraversò una crisi finanziaria dove resistette due anni, e dopo di essi si trovò costretta a chiedere la retrocessione per motivi finanziari, nella speranza di poterne presto uscire ma la crisi non venne superata e nel 1978 il club trovò il fallimento.
Venne rifondato nel 1979 ed il club dovette ripartire dal livello più basso, impiegando 20 anni prima di raggiungere il CFA 2 nella stagione 1999-2000, che dopo la riforma diventò il quinto livello del calcio francese. Nella stagione 2002-2003 torna in CFA.
Nella stagione 2009-2010 il Quevilly arrivò in semifinale di Coupe de France, dove venne eliminato dal Paris Saint-Germain. Due anni dopo arrivò addirittura in finale, eliminando l'Olympique Marsiglia ai quarti e il Rennes in semifinale. Tuttavia il 28 aprile , a Saint-Denis, venne sconfitto per 0-1 dall'Olympique Lione.
Nella stagione 2016-2017 conclude al 2º posto il Championnat National, accedendo, di conseguenza, al campionato di Ligue 2 del 2017-2018. Tuttavia, però, l’avventura in seconda serie dura solo una stagione, venendo chiusa al 19º posto in classifica con 33 punti conquistati; il club torna, quindi, nel Championnat National dopo solo un anno.

## Colori e simboli

### Simboli

#### Stemmi

Logo in uso dal 2015 al 2018
Logo in uso dal 2018

## Organico

### Rosa 2023-2024
Aggiornata al 16 gennaio 2024.
| N. |                         | Ruolo | Calciatore                  |
| -- | ----------------------- | ----- | --------------------------- |
| 1  | Francia (bandiera)      | P     | Benjamin Leroy              |
| 5  | Francia (bandiera)      | D     | Till Cissokho               |
| 6  | Francia (bandiera)      | D     | Antoine Batisse             |
| 7  | Francia (bandiera)      | D     | Jason Pendant               |
| 8  | Guadalupa (bandiera)    | C     | Noah Cadiou                 |
| 9  | Senegal (bandiera)      | A     | Sambou Soumano              |
| 10 | Francia (bandiera)      | C     | Alexandre Bonnet (capitano) |
| 12 | Francia (bandiera)      | C     | Garland Gbellé              |
| 16 | Francia (bandiera)      | P     | Kayne Bonnevie              |
| 17 | Burkina Faso (bandiera) | C     | Gustavo Sangaré             |
| 20 | Mali (bandiera)         | D     | Nadjib Cissé                |

| N. |                    | Ruolo | Calciatore               |
| -- | ------------------ | ----- | ------------------------ |
| 21 | Benin (bandiera)   | D     | Yohan Roche              |
| 22 | Francia (bandiera) | D     | Samuel Loric             |
| 23 | Francia (bandiera) | A     | Logan Delaurier-Chaubeth |
| 30 | Francia (bandiera) | P     | Arsène Courel            |
| 31 | Francia (bandiera) | C     | Denis-Will Poha          |
| 35 | Francia (bandiera) | A     | Robin Legendre           |
| 37 | Francia (bandiera) | C     | Yassin Fortune           |
| 58 | Francia (bandiera) | D     | Alpha Sissoko            |
| 77 | Senegal (bandiera) | C     | Pape Ousmane Sakho       |
| 90 | Senegal (bandiera) | C     | Pape Ndiaga Yade         |
| 93 | Mali (bandiera)    | A     | Mamadou Camara           |

### Rosa 2022-2023
Aggiornata al 3 aprile 2023.
| N. |                               | Ruolo | Calciatore                  |
| -- | ----------------------------- | ----- | --------------------------- |
| 1  | Francia (bandiera)            | P     | Nicolas Lemaître            |
| 2  | Francia (bandiera)            | D     | Alpha Sissoko               |
| 4  | Francia (bandiera)            | C     | Balthazar Pierret           |
| 5  | Francia (bandiera)            | D     | Till Cissokho               |
| 6  | Francia (bandiera)            | C     | Kalidou Sidibé              |
| 7  | Burkina Faso (bandiera)       | C     | Mamady Bangré               |
| 9  | Rep. Centrafricana (bandiera) | A     | Louis Mafouta               |
| 10 | Francia (bandiera)            | C     | Alexandre Bonnet (capitano) |
| 12 | Francia (bandiera)            | C     | Garland Gbellé              |
| 13 | Francia (bandiera)            | C     | Yann Boé-Kane               |
| 15 | Tunisia (bandiera)            | D     | Syam Ben Youssef            |
| 16 | Guadalupa (bandiera)          | P     | Yohann Thuram-Ulien         |

| N. |                         | Ruolo | Calciatore          |
| -- | ----------------------- | ----- | ------------------- |
| 17 | Burkina Faso (bandiera) | C     | Gustavo Sangaré     |
| 18 | Senegal (bandiera)      | D     | Christophe Diedhiou |
| 19 | Mali (bandiera)         | A     | Mamadou Camara      |
| 20 | Mali (bandiera)         | D     | Nadjib Cissé        |
| 22 | Francia (bandiera)      | D     | Samuel Loric        |
| 23 | Canada (bandiera)       | C     | Justin Smith        |
| 24 | Francia (bandiera)      | D     | Jason Pendant       |
| 28 | Francia (bandiera)      | A     | Isaac Tshipamba     |
| 29 | Francia (bandiera)      | A     | Andrew Jung         |
| 30 | Francia (bandiera)      | P     | Rudy Boulais        |
| 45 | Senegal (bandiera)      | A     | Issa Soumaré        |

## Rosa 2021-2022
| N. |                     | Ruolo | Calciatore        |
| -- | ------------------- | ----- | ----------------- |
| 1  | Francia (bandiera)  | P     | Nicolas Lemaître  |
| 3  | Francia (bandiera)  | D     | Till Cissokho     |
| 4  | Mali (bandiera)     | C     | Alassane Diaby    |
| 5  | Francia (bandiera)  | D     | Romain Padovani   |
| 6  | Francia (bandiera)  | C     | Kalidou Sidibé    |
| 7  | Francia (bandiera)  | A     | Ottman Dadoune    |
| 8  | Suriname (bandiera) | A     | Florian Jozefzoon |
| 9  | Haiti (bandiera)    | A     | Duckens Nazon     |
| 10 | Francia (bandiera)  | C     | Manoubi Haddad    |
| 11 | Francia (bandiera)  | A     | Bridge Ndilu      |
| 12 | Francia (bandiera)  | C     | Garland Gbelle    |
| 13 | Francia (bandiera)  | C     | Yann Boé-Kane     |
| 14 | Francia (bandiera)  | D     | Nathan Dekoke     |
| 16 | Francia (bandiera)  | P     | Romain Lejeune    |

| N. |                         | Ruolo | Calciatore          |
| -- | ----------------------- | ----- | ------------------- |
| 17 | Burkina Faso (bandiera) | C     | Gustavo Sangaré     |
| 18 | Senegal (bandiera)      | D     | Souleymane Cissé    |
| 20 | Francia (bandiera)      | D     | Robin Taillan       |
| 22 | Haiti (bandiera)        | D     | Stéphane Lambese    |
| 25 | Francia (bandiera)      | D     | Sami Belkorchia     |
| 27 | Francia (bandiera)      | D     | Damon Bansais       |
| 28 | Francia (bandiera)      | A     | Yassine Bahassa     |
| 29 | Francia (bandiera)      | A     | Cyril Zabou         |
| 30 | Francia (bandiera)      | P     | Louis Pelletier     |
| 33 | Francia (bandiera)      | C     | Johan Rotsen        |
| 34 | Francia (bandiera)      | D     | Nadjib Cissé        |
| 35 | Francia (bandiera)      | D     | Alexandre Tégar     |
| 38 | Guadalupa (bandiera)    | P     | Yohann Thuram-Ulien |
|    | Francia (bandiera)      | D     | Albin Demouchy      |

## Rosa 2018-2019
| N. |                       | Ruolo | Calciatore                  |
| -- | --------------------- | ----- | --------------------------- |
| 1  | Francia (bandiera)    | P     | Romain Hanquinquant         |
| 4  | Francia (bandiera)    | D     | Richard Samnick             |
| 5  | Francia (bandiera)    | D     | Raphaël Diarra              |
| 6  | Portogallo (bandiera) | D     | Stanislas Oliveira          |
| 7  | Francia (bandiera)    | C     | Nicolas Barthélémy          |
| 8  | Francia (bandiera)    | C     | Lucas Daury                 |
| 9  | Francia (bandiera)    | A     | Francois-Xavier Fumu Tamuzo |
| 10 | Francia (bandiera)    | C     | Valère Pollet               |
| 11 | Francia (bandiera)    | A     | Steve Shamal                |
| 12 | Mali (bandiera)       | A     | Makan Macalou               |
| 15 | Francia (bandiera)    | C     | Anthony Rogie               |
| 16 | Francia (bandiera)    | P     | Antoine Gounet              |
| 17 | Francia (bandiera)    | D     | Pierre Vignaud              |

| N. |                            | Ruolo | Calciatore          |
| -- | -------------------------- | ----- | ------------------- |
| 18 | Senegal (bandiera)         | D     | Jules Mendy         |
| 19 | Francia (bandiera)         | A     | Jonathan Nanizayamo |
| 20 | Francia (bandiera)         | D     | Mehdi Beneddine     |
| 21 | Marocco (bandiera)         | C     | Adil Azbague        |
| 22 | Guyana francese (bandiera) | D     | Gary Marigard       |
| 26 | Camerun (bandiera)         | C     | Guy N'Gosso         |
| 27 | Francia (bandiera)         | C     | Fidel Loppy         |
| 28 | Francia (bandiera)         | C     | Timothée Taufflieb  |
| 29 | Francia (bandiera)         | C     | Lucas Toussaint     |
| 30 | Francia (bandiera)         | P     | Louis Souchaud      |
| 33 | RD del Congo (bandiera)    | D     | Maxime Sivis        |
|    | Francia (bandiera)         | A     | Damien Loppy        |

## Rosa 2017-2018
| N. |                       | Ruolo | Calciatore          |
| -- | --------------------- | ----- | ------------------- |
| 1  | Marocco (bandiera)    | P     | Dan Delaunay        |
| 4  | Francia (bandiera)    | D     | Jacques Salze       |
| 5  | Martinica (bandiera)  | D     | William Séry        |
| 6  | Portogallo (bandiera) | D     | Stanislas Oliveira  |
| 7  | Francia (bandiera)    | A     | Nicolas Barthélémy  |
| 8  | Francia (bandiera)    | C     | Marvin Gakpa        |
| 9  | Francia (bandiera)    | A     | Mathieu Duhamel     |
| 10 | Francia (bandiera)    | C     | Anthony Rogie       |
| 11 | Francia (bandiera)    | C     | Ange-Freddy Plumain |
| 12 | Francia (bandiera)    | C     | Brice Irie-Bi       |
| 14 | Francia (bandiera)    | C     | Romain Basque       |
| 15 | Guadalupa (bandiera)  | A     | Yannick Mamilonne   |
| 16 | Francia (bandiera)    | P     | Antoine Gounet      |

| N. |                            | Ruolo | Calciatore         |
| -- | -------------------------- | ----- | ------------------ |
| 17 | Francia (bandiera)         | D     | Pierre Vignaud     |
| 18 | Senegal (bandiera)         | D     | Jules Mendy        |
| 20 | Francia (bandiera)         | D     | Jordan Gobron      |
| 21 | Costa d'Avorio (bandiera)  | C     | Éric Tié Bi        |
| 22 | Guyana francese (bandiera) | D     | Gary Marigard      |
| 23 | Francia (bandiera)         | A     | Dorian Caddy       |
| 24 | Francia (bandiera)         | D     | Jordan Lefort      |
| 25 | Francia (bandiera)         | D     | Jonathan Clauss    |
| 26 | Francia (bandiera)         | C     | Michel Ramon       |
| 27 | Francia (bandiera)         | C     | Rafik Boujedra     |
| 28 | Francia (bandiera)         | C     | Timothée Taufflieb |
| 29 | Francia (bandiera)         | C     | Aristote Madiani   |
| 30 | Martinica (bandiera)       | P     | Joan Hartock       |

## Rosa 2011-2012
| N. |                    | Ruolo | Calciatore           |
| -- | ------------------ | ----- | -------------------- |
| 1  | Marocco (bandiera) | P     | Yassine El Kharroubi |
| 2  | Francia (bandiera) | D     | Alexandre Vardin     |
| 3  | Francia (bandiera) | C     | Zanké Diarra         |
| 5  | Francia (bandiera) | D     | Grégory Beaugrard    |
| 6  | Francia (bandiera) | D     | Lionel Mallein       |
| 7  | Francia (bandiera) | C     | Matthias Jouan       |
| 8  | Francia (bandiera) | C     | Florian Fédélé       |
| 9  | Francia (bandiera) | C     | Karim Herouat        |
| 10 | Francia (bandiera) | A     | Abdel Majide Ouahbi  |
| 11 | Francia (bandiera) | A     | Pierrick Capelle     |
| 12 | Francia (bandiera) | C     | Pierre Hazet         |
| 14 | Francia (bandiera) | D     | Kévin Giboyau        |
| 16 | Francia (bandiera) | P     | Issa Coulibaly       |

| N. |                    | Ruolo | Calciatore           |
| -- | ------------------ | ----- | -------------------- |
| 17 | Francia (bandiera) | C     | Jean-Manuel Ferreira |
| 19 | Francia (bandiera) | A     | Julien Valero        |
| 20 | Francia (bandiera) | D     | Cédric Vanoukia      |
| 21 | Francia (bandiera) | C     | Amadou Dia           |
| 22 | Francia (bandiera) | C     | Anthony Laup         |
| 23 | Francia (bandiera) | A     | Cedric Tuta          |
| 24 | Francia (bandiera) | D     | Jonathan Betin       |
| 26 | Francia (bandiera) | A     | Valentin Sanson      |
| 27 | Francia (bandiera) | C     | Romain Corbard       |
| 28 | Francia (bandiera) | D     | Frédéric Weis        |
| 29 | Francia (bandiera) | A     | Joris Colinet        |
| 30 | Francia (bandiera) | P     | Florian Damade       |

## Rosa 2009-2010
| N. |                    | Ruolo | Calciatore        |
| -- | ------------------ | ----- | ----------------- |
|    | Francia (bandiera) | P     | Arnaud Leclerc    |
|    | Francia (bandiera) | P     | Hicham Rhoufir    |
|    | Francia (bandiera) | D     | Jonathan Betin    |
|    | Francia (bandiera) | D     | Yannick Fidelin   |
|    | Francia (bandiera) | D     | Nicolas Pallois   |
|    | Francia (bandiera) | D     | Cédric Vanoukia   |
|    | Francia (bandiera) | D     | Frédéric Weis     |
|    | Francia (bandiera) | C     | Grégory Beaugrard |
|    | Francia (bandiera) | C     | Romain Corbard    |
|    | Francia (bandiera) | C     | Florian Fédélé    |
|    | Francia (bandiera) | C     | Romain Guitard    |

| N. |                    | Ruolo | Calciatore          |
| -- | ------------------ | ----- | ------------------- |
|    | Francia (bandiera) | C     | Pierre Hazet        |
|    | Francia (bandiera) | C     | Anthony Laup        |
|    | Francia (bandiera) | C     | Pierrick Lebourg    |
|    | Francia (bandiera) | C     | Abdel Majide Ouahbi |
|    | Francia (bandiera) | C     | Fodié Traoré        |
|    | Francia (bandiera) | A     | Jimmy Bocquet       |
|    | Francia (bandiera) | A     | Fabrice Buchon      |
|    | Francia (bandiera) | A     | Joris Colinet       |
|    | Francia (bandiera) | A     | Florian Coquio      |
|    | Francia (bandiera) | A     | Yannick Passape     |
|    | Francia (bandiera) | A     | Sébastien Vaugeois  |

## Palmarès

### Competizioni nazionali
- Championnat de France amateur: 2

2010-2011, 2015-2016

### Competizioni regionali
- Campionato dilettantistico: 4

1954, 1955, 1958, 1967
- Campionato della Normandia: 2

1934, 1935
- Campionato dell'Alta Normandia: 2

1977, 1999

### Competizioni giovanili
- Coppa Gambardella: 1

1967

### Altri piazzamenti
- Championnat National:

Secondo posto: 1972-1973, 2016-2017, 2020-2021
- Coppa di Francia:

Finalista: 1926-1927, 2011-2012
Semifinalista: 1967-1968, 2009-2010

## Stadio
Gioca le proprie partite interne allo Stade Amable Lozai che ha una capienza di 2500 spettatori. Lo stadio venne costruito nel 1912 e venne chiamato Porte-de-Diane, la partita di inaugurazione fu giocata contro il Rouen. Nel 1954 fu rinominato Stade Amable et Micheline Lozai in onore del fondatore del club e di sua moglie.